# Альрар
Альрар (англ. Alrar gas field) — родовище природного газу в провінції Уаргла. 
Відкрите у 1980 році та розробляється нафтовою компанією Sonatrach. Видобуває природний газ та  конденсати. 
Загальні підтверджені запаси газового родовища Алрар становлять близько 4,62 трлн кубічних футів (132 × 10  9  м³), а видобуток планується близько 648 млн кубічних футів / добу (18,5 × 10  5  м³). 
Отримана зі свердловин продукція надходить на газопереробний завод Алрар.
Видача товарної продукції відбувається за допомогою:
— газопроводу Алрар – Хассі-Р'Мель;
— трубопроводу для зріджених вуглеводневих газів Алрар – Хассі-Р'Мель;
— конденсатопроводу Оханет – Хауд-Ель-Хамра.